# Liu Songnian

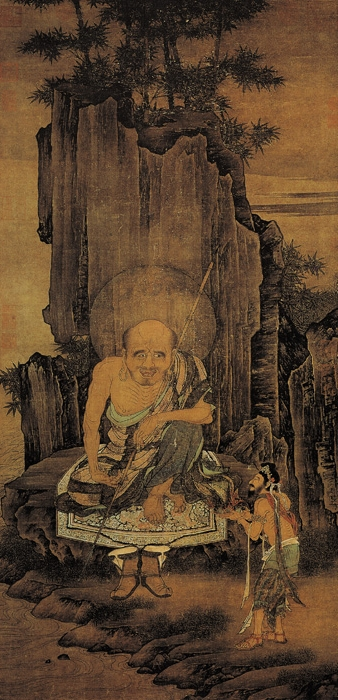
Een van de Luohan-werken uit 1207; hangende rol met gewassen inkt en kleur op zijde, collectie Nationaal Paleismuseum

Liu Songnian (劉松年; 1174–1224) was een Chinees kunstschilder uit de late Song-periode, die met name bekend is om zijn portretten en shan shui-landschappen. Liu wordt gerekend tot de Vier Meesters van de Zuidelijke Song, samen met  Li Tang (1050–1130), Ma Yuan (ca. 1160–1225) en Xia Gui (ca. 1180–1224).

## Biografie
Liu werd geboren in Qiantang (nu Hangzhou), de hoofdstad van de Zuidelijke Song. In 1189 begon hij zijn schildersopleiding aan de Hanlin-academie. Van 1190 tot 1194 was hij een daizhao, oftewel een schilder in opleiding. Liu diende meer dan veertig jaar als hofschilder aan de academie. Tijdens het bewind van keizer Song Ningzong (1194–1224) ontving hij de prestigieuze Gouden Gordel voor zijn werk.

## Werk
In zijn werken borduurde Liu voort op de schilderstijl van Li Tang. Hij verfijnde diens technieken en maakte zo de weg vrij voor de academische stijl die verder werd ontwikkeld door zijn tijdgenoten Ma Yuan en Xia Gui, de grondleggers van de invloedrijke Ma-Xia-school.
Liu werd met name bekend door de gedetailleerde portretten die hij maakte. Hij beeldde de personen groot en met sprekende gezichtsuitdrukkingen af en plaatste ze dicht bij de toeschouwer in het beeldvlak. Typische voorbeelden zijn Liu's Luohan-werken uit 1207. De protagonist wordt aanzienlijk groter dan de overige figuren afgebeeld in een minutieus uitgevoerd landschap. Ook de ingewikkelde kledingstukken zijn met zorg uitgewerkt.
De shan shui-landschappen van Liu zijn ook zeer gedetailleerd uitgevoerd. De personen zijn weliswaar klein afgebeeld, maar in duidelijke harmonie met de natuur, hetgeen een centraal thema is in het taoïsme. Een bekend werk van Liu is Landschappen van de vier seizoenen, waarin hij voortborduurt op het door Li Tang geïntroduceerde vogelperspectief. De rotsen zijn uitgevoerd in Li's gedurfde "bijlklief"-stijl, waarin het door de scherpe penseelstreken in gewassen inkt lijkt alsof ze met bijlslagen uit de bergen zijn gehouwen.
- Biblioteca Nacional de España: XX5038177
- International Standard Name Identifier: 0000 0001 1445 7990
- Library of Congress Control Number: nr90004363
- Nationale bibliotheek van Australië: 36731755
- Nederlandse Thesaurus van Auteursnamen: 185599516
- Union List of Artist Names: 500125669
- Virtual International Authority File: 61392049
- WorldCat: E39PBJpykQt6wYfDyHdJ46mrv3